# Restritividade
Na semântica, um adjetivo é dito ser restritivo se restringe o substantivo ao qual se refere. Por exemplo, em "o escritor famoso está no banheiro", famoso é restritivo, porque restringe a qual escritor a frase se refere. Por contraste, em "O diretor preocupado atendeu o telefone", preocupado é não-restritivo, ou explicativo; presumindo que a preocupação é uma característica inerente ao diretor (se preocupado estivesse entre vírgulas seria restritivo pois indicaria que o diretor estava preocupado no momento da fala).
Modificadores restritivos também são chamados de definidores, identificantes, essenciais, ou necessários; não-restritivos são também chamados de explicativos, descritivos, etc. Em certos casos, geralmente quando a restritividade é marcada pelo uso de vírgulas, modificadores restritivos são chamados de integrados e não-restritivos são chamados de não-integrados ou suplementares.

## Restritividade em português
Em geral, na língua portuguesa, a restritividade é marcada pela colocação dos adjetivos e pelo uso de vírgulas. Se um adjetivo é restritivo, ele vem depois do substantivo; se ele é explicativo, ele vem antes do substantivo. Se uma oração adjetiva é restritiva, ela vem integrada à oração principal, sem vírgulas; se ela é explicativa, ela vem isolada por vírgulas.
Por exemplo:
"As alunas talentosas tiraram dez na prova." - adjetivo restritivo; talentosas é necessário para saber que apenas algumas alunas (as que eram talentosas) tiraram dez na prova. Ele restringe o termo, por isso segue o substantivo.
Outra maneira de dizer a mesma coisa que a frase acima seria "as alunas que eram talentosas tiraram dez na prova." - oração adjetiva restritiva; não vem isolada por vírgulas.
"As talentosas alunas tiraram dez na prova." - adjetivo explicativo; talentosas não é necessário para saber quais alunas tiraram dez na prova, todas tiraram. Ele explica o termo, por isso precede o substantivo.
Outra maneira de dizer a mesma coisa que a frase acima seria "as alunas, que eram talentosas, tiraram dez na prova." - oração adjetiva explicativa; vem isolada por vírgulas.